# Дем'янково
Дем'я́нково (рос. Демьянково) — присілок у складі Грязовецького району Вологодської області, Росія. Входить до складу Сидоровського сільського поселення.

## Населення
Населення — 8 осіб (2010; 10 у 2002).
Національний склад (станом на 2002 рік):
- росіяни — 100 %